# Пасу-ди-Камаражиби
Пасу-ди-Камаражиби (порт. Passo de Camaragibe) — муниципалитет в Бразилии, входит в штат Алагоас. Составная часть мезорегиона Восток штата Алагоас. Входит в экономико-статистический микрорегион Литорал-Норти-Алагоану. Население составляет 14 225 человек (2008 год).
Праздник города — 14 июля.

## История
Город основан в 1856 году.